# Heinz Beberniß
Heinz Beberniß (* 29. Juli 1920 in Diemitz, heute Ortsteil von Halle (Saale); † 14. Mai 2012 ebenda) war ein deutscher Bildhauer, Maler und Grafiker.

## Leben und Wirken
Heinz Beberniß’ Vater Heinrich Beberniß (1894–1985) war als Lehrer der Werkstatt für Wandmalerei am Bauhaus in Weimar und später an der Burg Giebichenstein tätig. Heinz Beberniß studierte von 1937 bis 1939 an der „Burg“ bei Gustav Weidanz und Herbert Post. Ab 1947 war er freischaffender Künstler in Halle (Saale). 1948 war er auf der Großen Kunstausstellung Sachsen-Anhalt in Halle vertreten. Gefördert wurde seine Arbeit ab den 1960er Jahren durch Aufträge der Leunawerke. Er ist eines der Gründungsmitglieder der Vereinigung hallescher Künstler (VhK). 1958–1974 war er Vorsitzender der Sektion Bildhauer in der Bezirksorganisation Halle/Saale des VBK der DDR. Beberniß hatte Ausstellungen in der DDR, BRD, Frankreich, Indien, Polen, Rumänien und UdSSR.
Heinz Beberniß war in künstlerischer Partnerschaft mit Walter Opitz, Otto Nagel, Arno Mohr und Fritz Cremer verbunden. In den letzten Lebensjahren gab er sein Atelier auf und widmete sich vor allem der Malerei. Weithin fast unbekannt sind seine Ölbilder, Aquarelle und Federzeichnungen. Diese Facette im Wirken von Heinz Beberniß konnte in Berlin betrachtet werden. Der Künstler wurde mit der Innengestaltung von öffentlichen Gebäuden, Krankenhäusern, Seniorenheimen und Gaststätten beauftragt. Dazu gehörten die Innengestaltung der ehemaligen Großgaststätte Ahornblatt auf der Berliner Fischerinsel (abgerissen), in den heutigen Kursana-Seniorendomizilen, Berlin-Ost, sowie im Außenministerium der DDR in Berlin-Mitte (abgerissen).

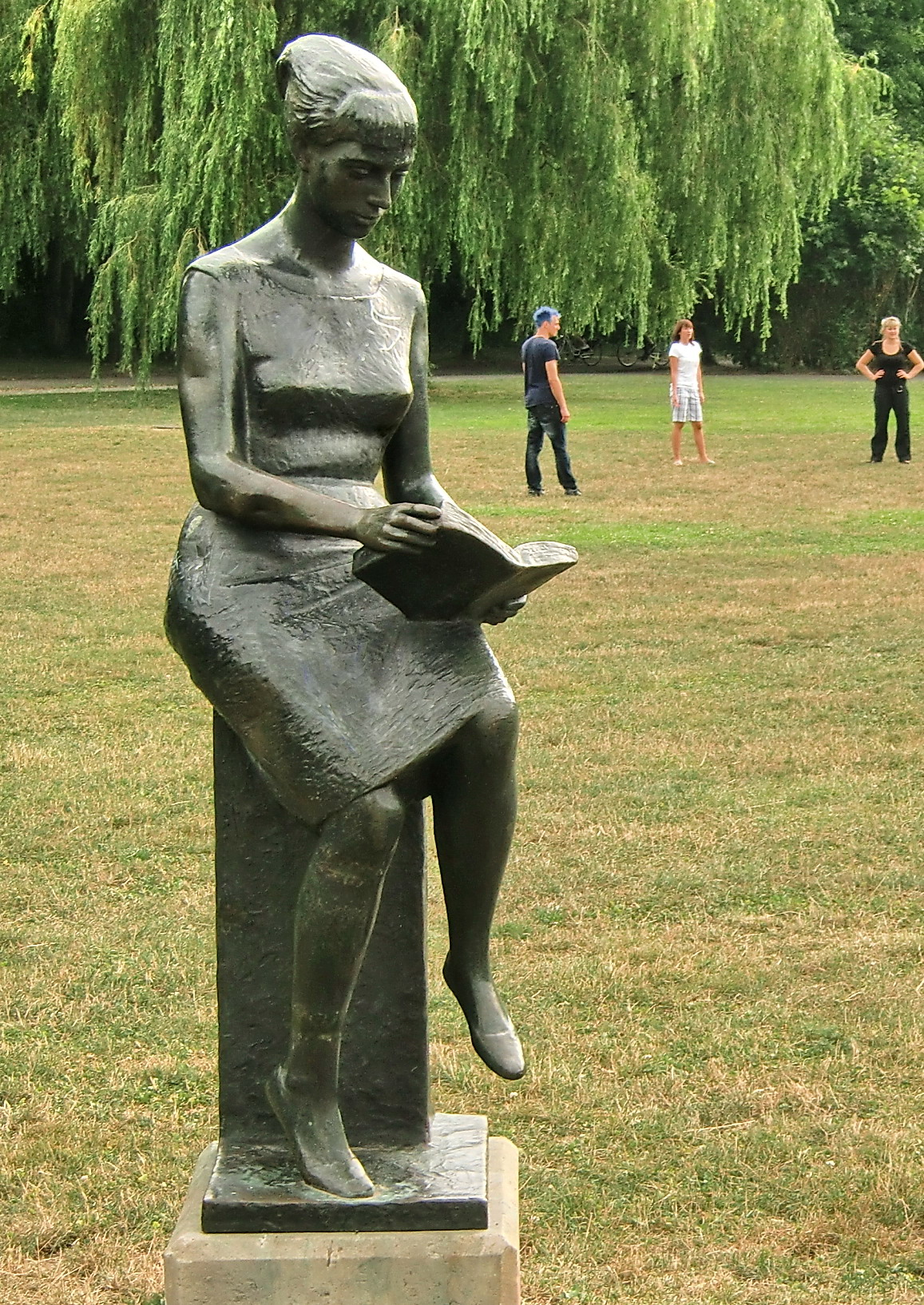
Die Lesende in Halle (Saale)

Beberniß schuf über 370 Plastiken (Stand: 2001), darunter Statuetten, Großplastiken, Stelen und Brunnen. In Halle und Leuna finden sich zusammen über 20 seiner Kunstwerke im öffentlichen Raum. Form und Material variieren stark, reichen von halbabstrakten Großgebilden (Beispiel: Tulpenbrunnen in Halle-Neustadt) über stämmige Sportler (Beispiel: Kugelstoßer in Halle-Neustadt) bis hin zu zarten Frauenfiguren (Beispiel: die Lesende auf der Ziegelwiese in Halle).

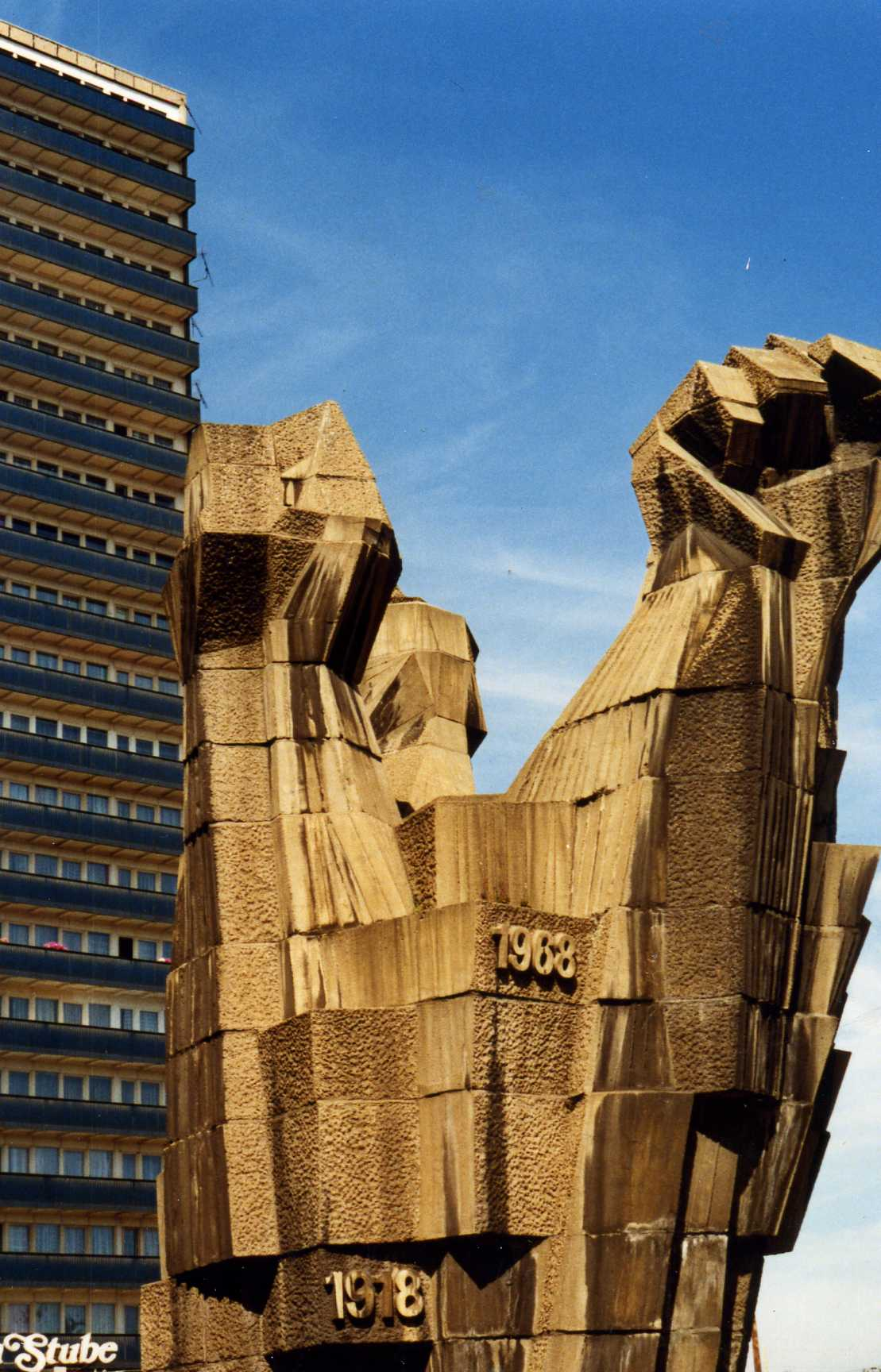
Fäuste auf dem Riebeckplatz in Halle (Saale)

Abgerissen wurden im Juli 2003 die Fäuste auf dem Riebeckplatz in Halle (Saale), nachdem es um die Art und Weise monatelangen Streit gegeben hatte. Der erste Antrag dafür stammt aus dem Jahr 1997. Hauptkritikpunkt war damals, dass sie bedrohlich wirken würden.
Gestohlen wurde 1995 die Plastik Usbekisches Mädchen, die sich Am Gastronom in Halle-Neustadt befand und 1992 Lehrende und Lernende in Teutschenthal. Opfer von Vandalismus wurde die Figurengruppe Völkerfreundschaft in Halle-Neustadt, der man 1997 einen der Köpfe abschlug. Schon mehrfach abgebaut wurde die Lesende in Halle (Saale) (zuletzt Notbergung nach Diebstahlsversuch im Juli 2007), doch wurde sie 2009 wieder aufgestellt.
Das Kunstwerk Studentisches Paar wurde 1987 als Auftragswerk der Martin-Luther-Universität Halle-Wittenberg geschaffen, doch dann vergessen und erst 2007 übergeben. Auch 2009 hat es keinen Aufstellungsort gefunden. Einen ähnlichen Vorgang gibt es in Thale, wo die Beberniß-Plastik Der Lesende eigentlich vor die Bibliothek gestellt werden sollte, doch dann auf einem Schulhof landete. Ihre Umsetzung wurde diskutiert, aber nicht realisiert. Um das Ernst-Thälmann-Denkmal in Dessau rankt sich diese Geschichte: Aus Angst vor Beschädigung rettete man die Büste und stellt sie nur am Geburtstag des KPD-Politikers auf. Beseitigt (eingelagert) wurden zudem die drei Reliefplatten Beberniß’ im Leunaer Ortsteil Kröllwitz und der Soldat der Nationalen Volksarmee im Plastik-Park in Leuna.

## Auszeichnungen
- 1960 Händelpreis des Bezirkes Halle

## Werke (Auswahl)
- Arbeitender Bergmann in der Querfurter Straße in der Lutherstadt Eisleben, 1950
- Tischler in der Frankfurter Allee in Berlin, 1954–1955
- Tierplastikgruppe Geiseltalbrunnen in Merseburg-Süd, 1956
- Kranichgruppe in Eisenhüttenstadt, 1958
- Knabe mit Fohlen im Hohen Weg in Halle-Kröllwitz, 1959
- Ernst-Thälmann-Büste in der Gropiusallee in Dessau, 1960er[15]
- Chemiewerker im Park mit Plastiken in Leuna, 1960
- Soldat der Nationalen Volksarmee im Park mit Plastiken in Leuna, 1960
- Lesendes Mädchen heute im Park vor dem Haupttor der Leunawerke in Leuna und auf der Ziegelwiese in Halle sowie auf dem iga-Gelände in Erfurt, 1961
- Student (Lesender) auf dem Schulhof des Gymnasiums in Thale, 1961
- Schlosserin Christine heute im Park vor dem Haupttor der Leunawerke in Leuna, 1963
- Mädchen aus Samarkand mit Brotfladen in Chemnitz, 1964
- Professor mit Student in der Ludwig-Wucherer-Straße in Halle (Saale), 1964
- Liegender weiblicher Akt vor dem Ärztehaus in Sangerhausen, 1965
- Mädchen mit Blume heute im Park vor dem Haupttor der Leunawerke in Leuna, 1966
- Völkerfreundschaft Ernst-Barlach-Ring in Halle-Neustadt 1967 & 1972
- Monument der revolutionären Arbeiterbewegung („Fäuste“; mit Gerd Lichtenfeld und Sigbert Fliegel) auf dem Riebeckplatz in Halle (Saale), 1970[18]

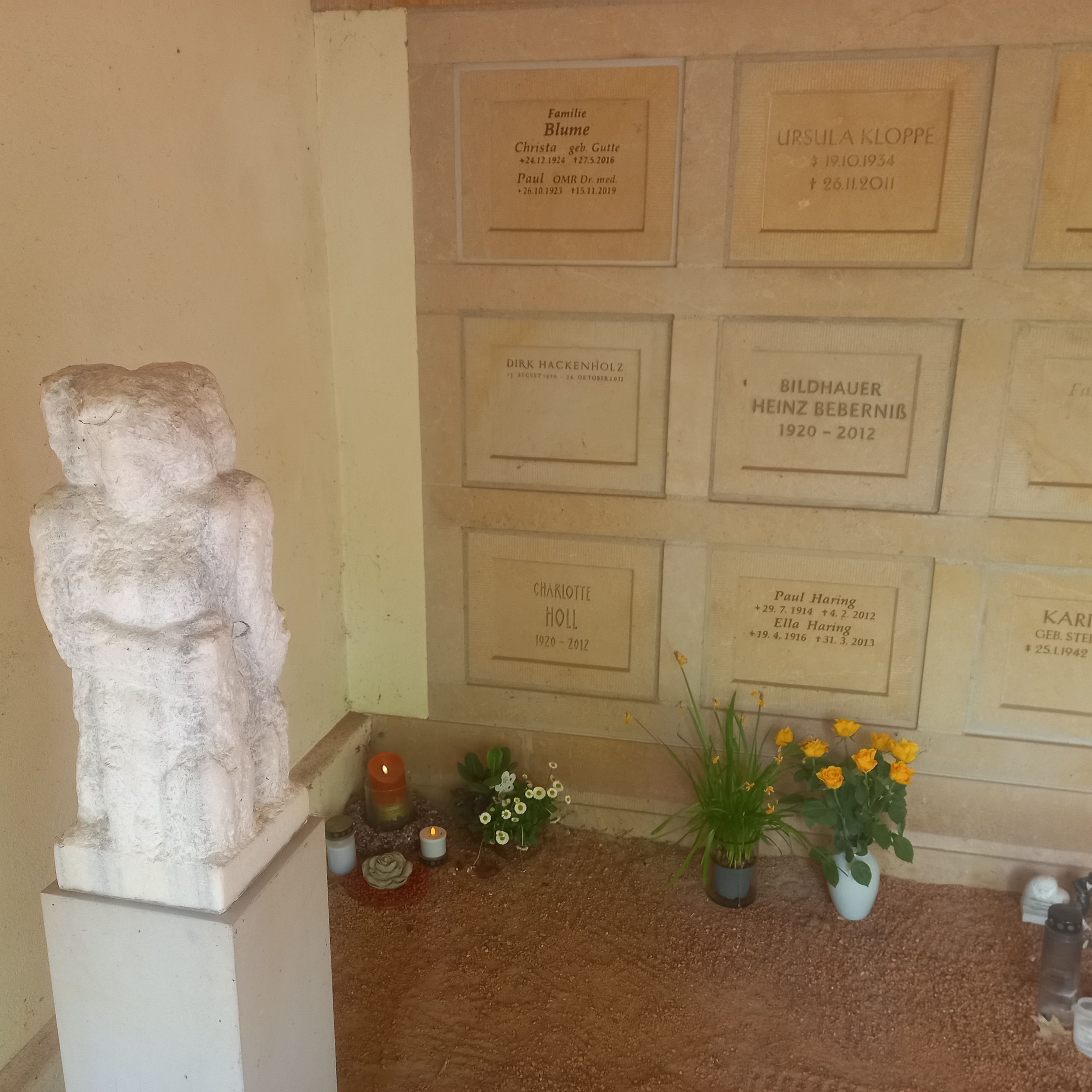
Das Grab von Heinz Beberniß auf dem Stadtgottesacker in Halle

- Gottfried-August-Bürger-Büste vor dessen Geburtshaus in Molmerswende, 1971–1972
- Carl-Schorlemmer-Denkmal Technische Hochschule Merseburg 1971–1972
- Porträt Bunsen Technische Hochschule Merseburg 1971
- Kugelstoßer in der Nietlebener Straße in Halle-Neustadt 1972 & 1982
- Freizeit-Stele an der Südpromenade in der Südstadt von Halle (Saale) und in Hettstedt 1972–1973
- Ärztebrunnen vor dem Ärztehaus in Leuna 1974–1978
- Ikarus im Südpark in der Südstadt von Halle (Saale), 1977–1978
- Tulpenbrunnen in Halle-Neustadt, 1978
- Stele Stadtgeschichte Sondershausen, 1989
- Denkmal Zerstörung-Befreiung-Wiederaufbau der Stadt Dessau in der Dessauer Heidestraße, 1988[16]
- Klagender auf dem Gertraudenfriedhof in Halle (Saale)

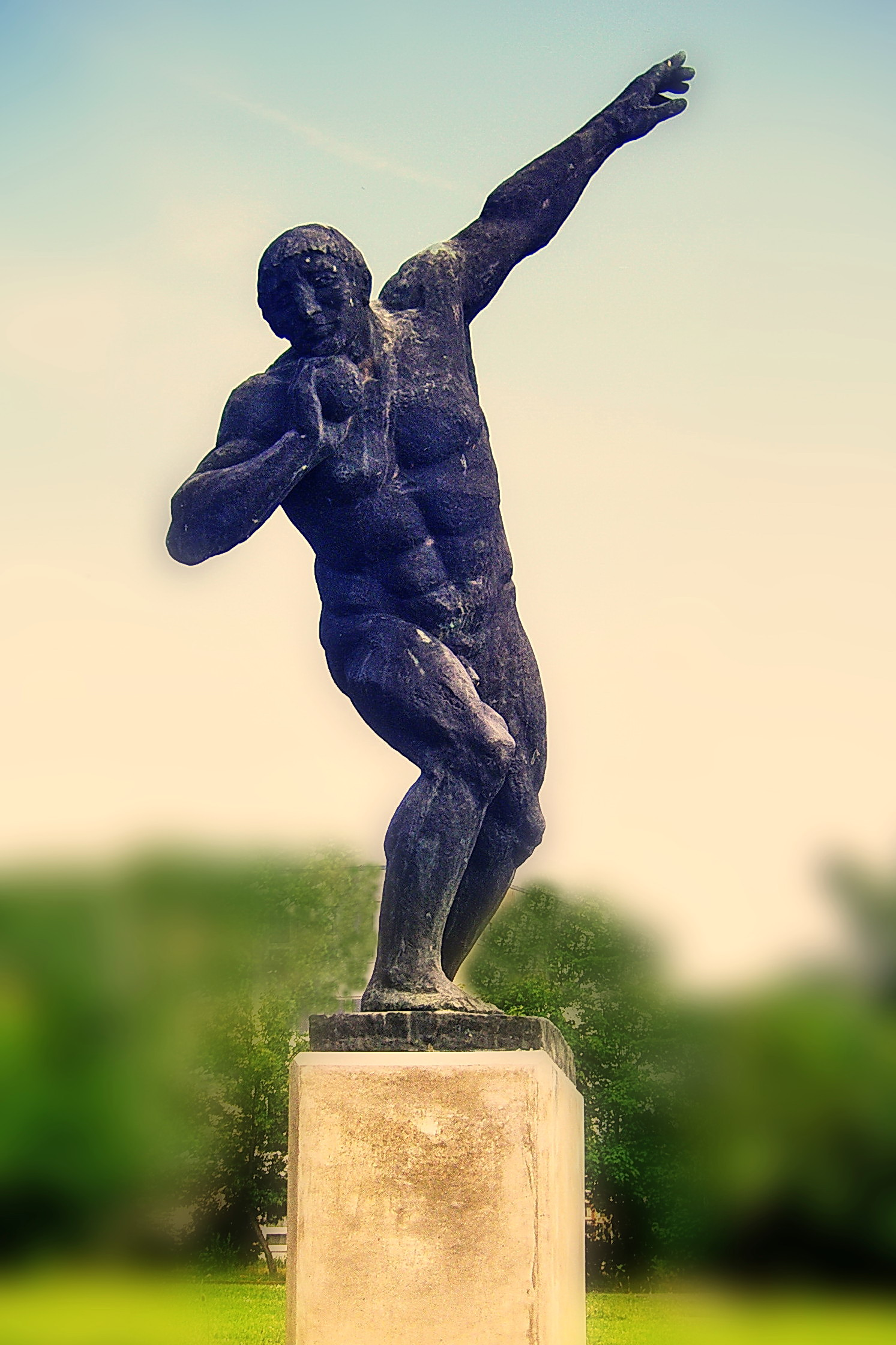
Kugelstoßer in Halle-Neustadt (1982)
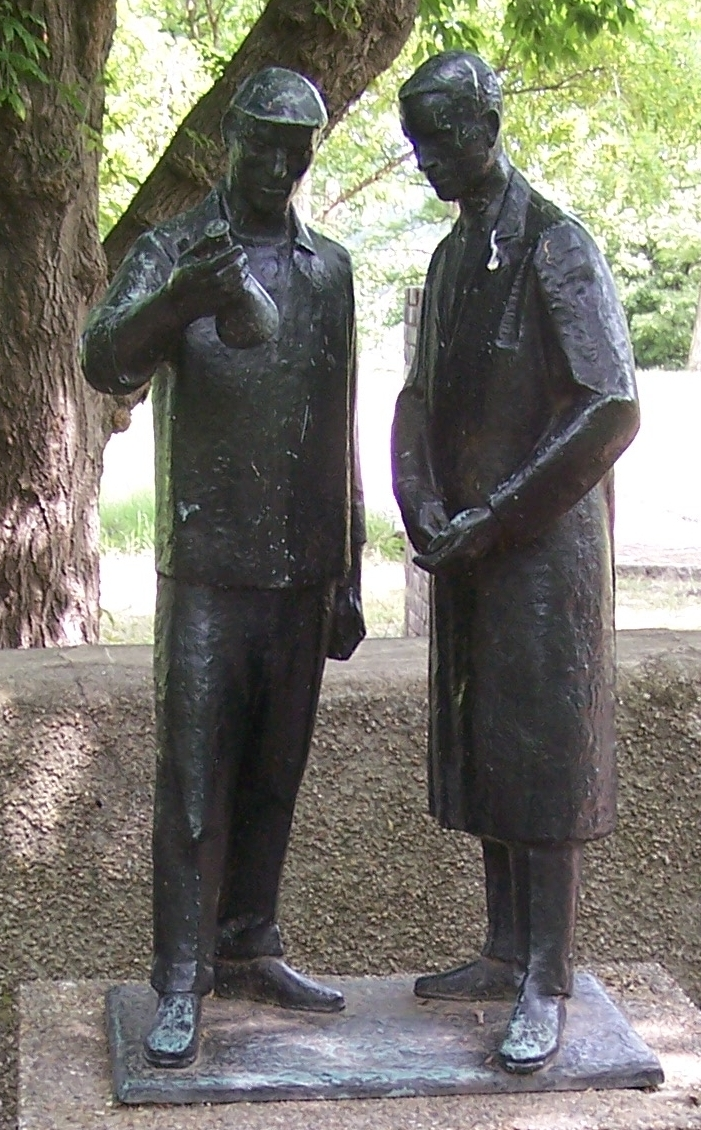
Chemiewerker in Leuna
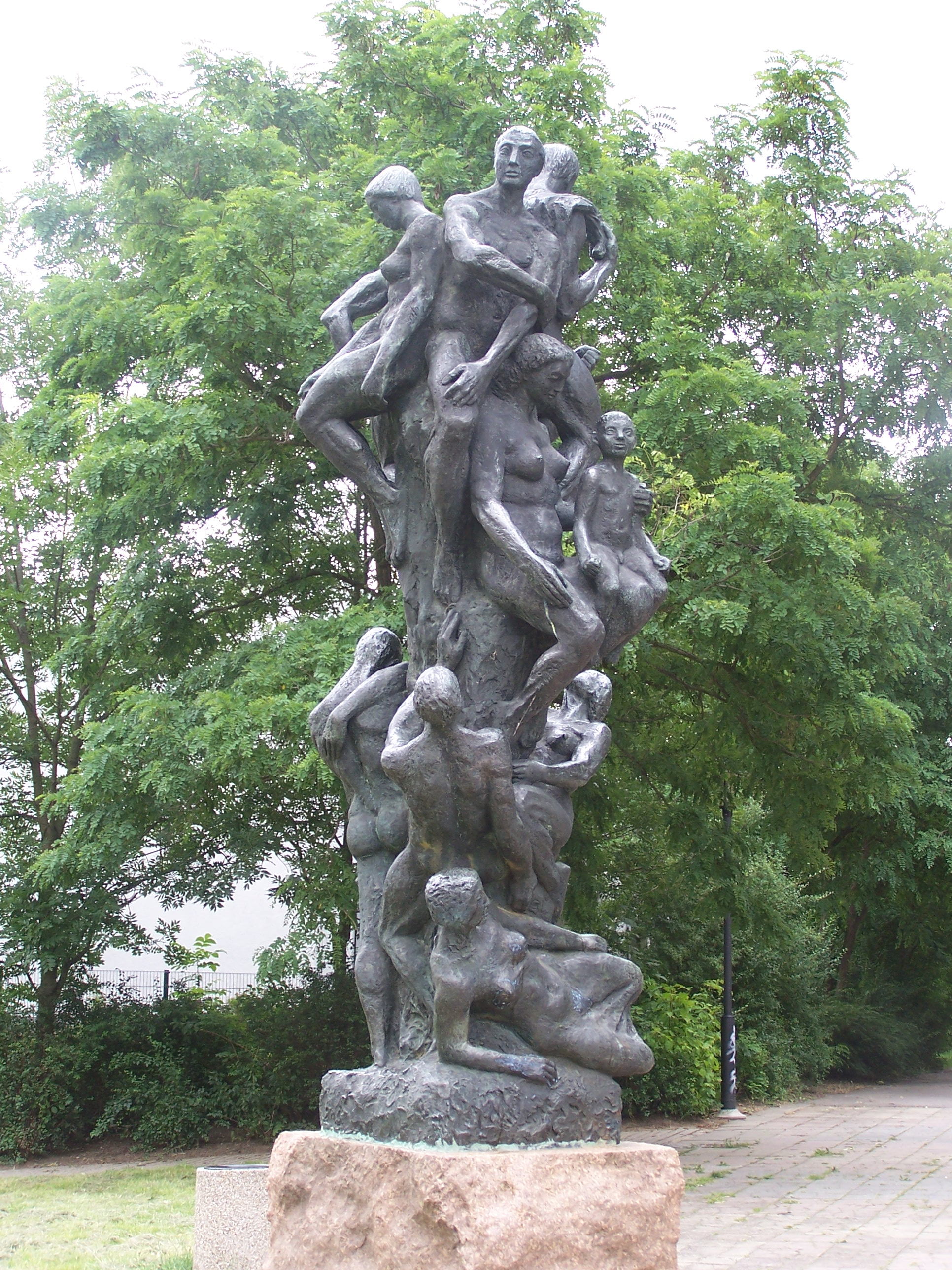
Freizeit-Stele in Halle (Saale)
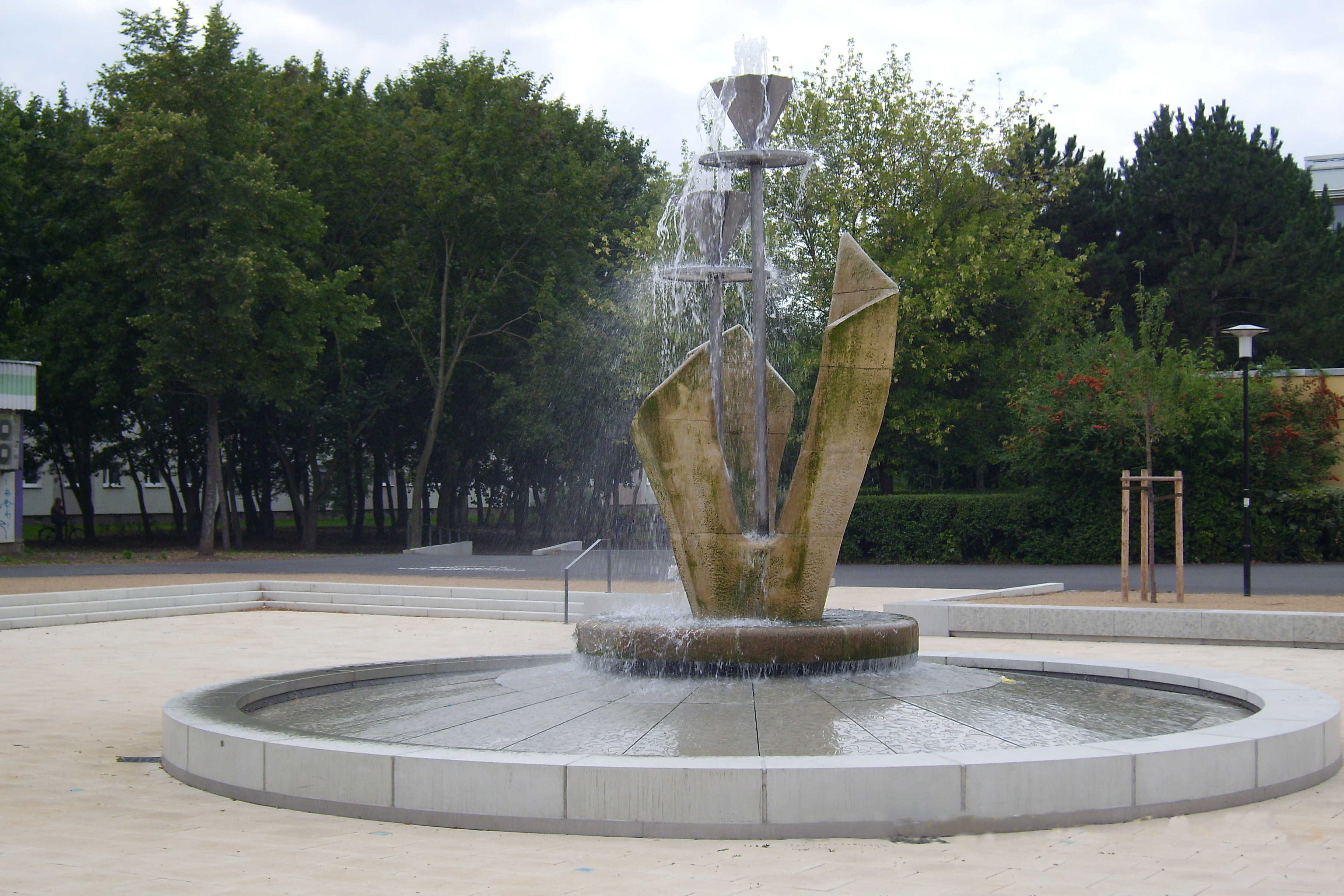
Der Tulpenbrunnen in Halle-Neustadt
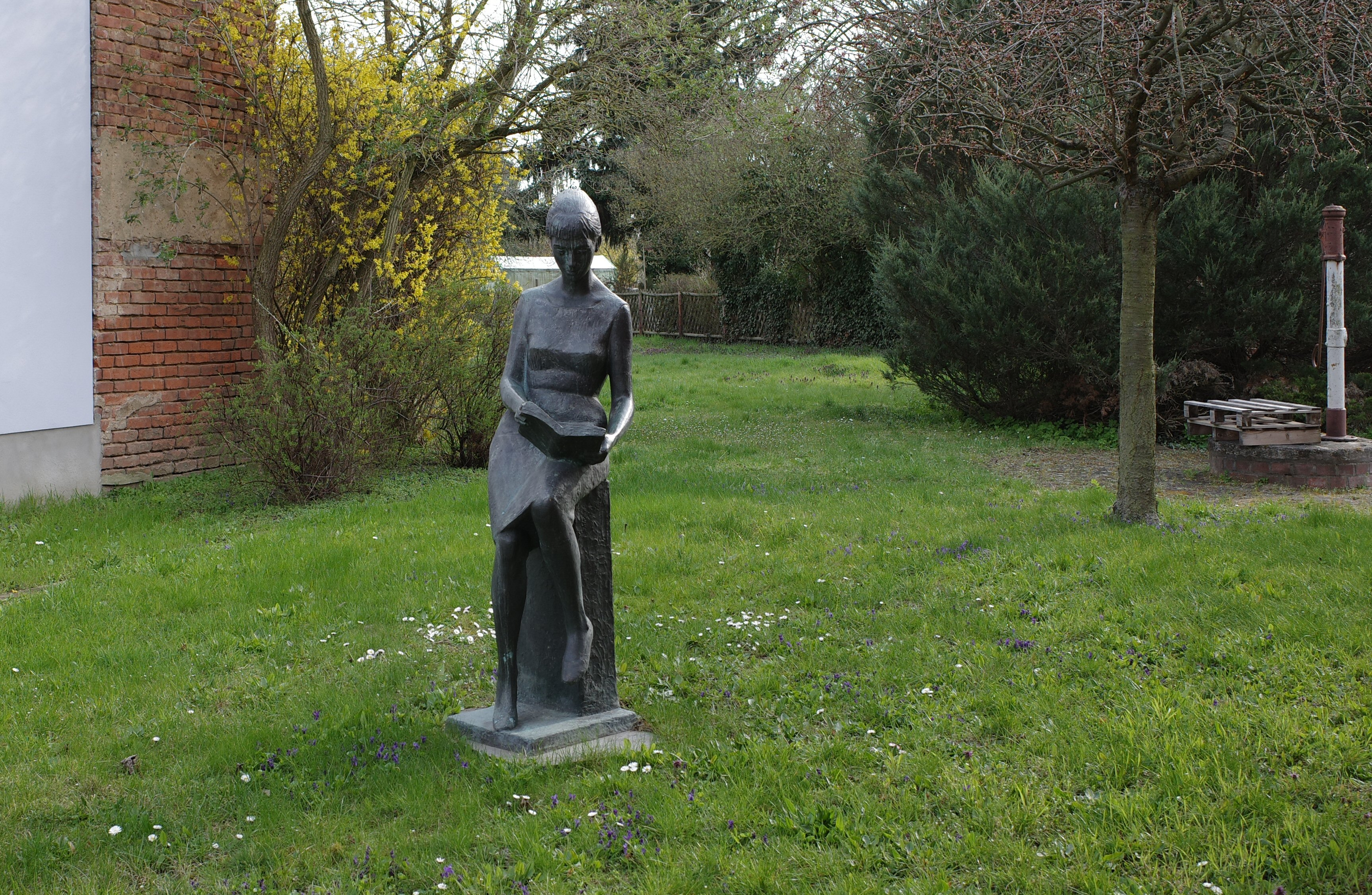
Die Lesende in Dessau-Roßlau
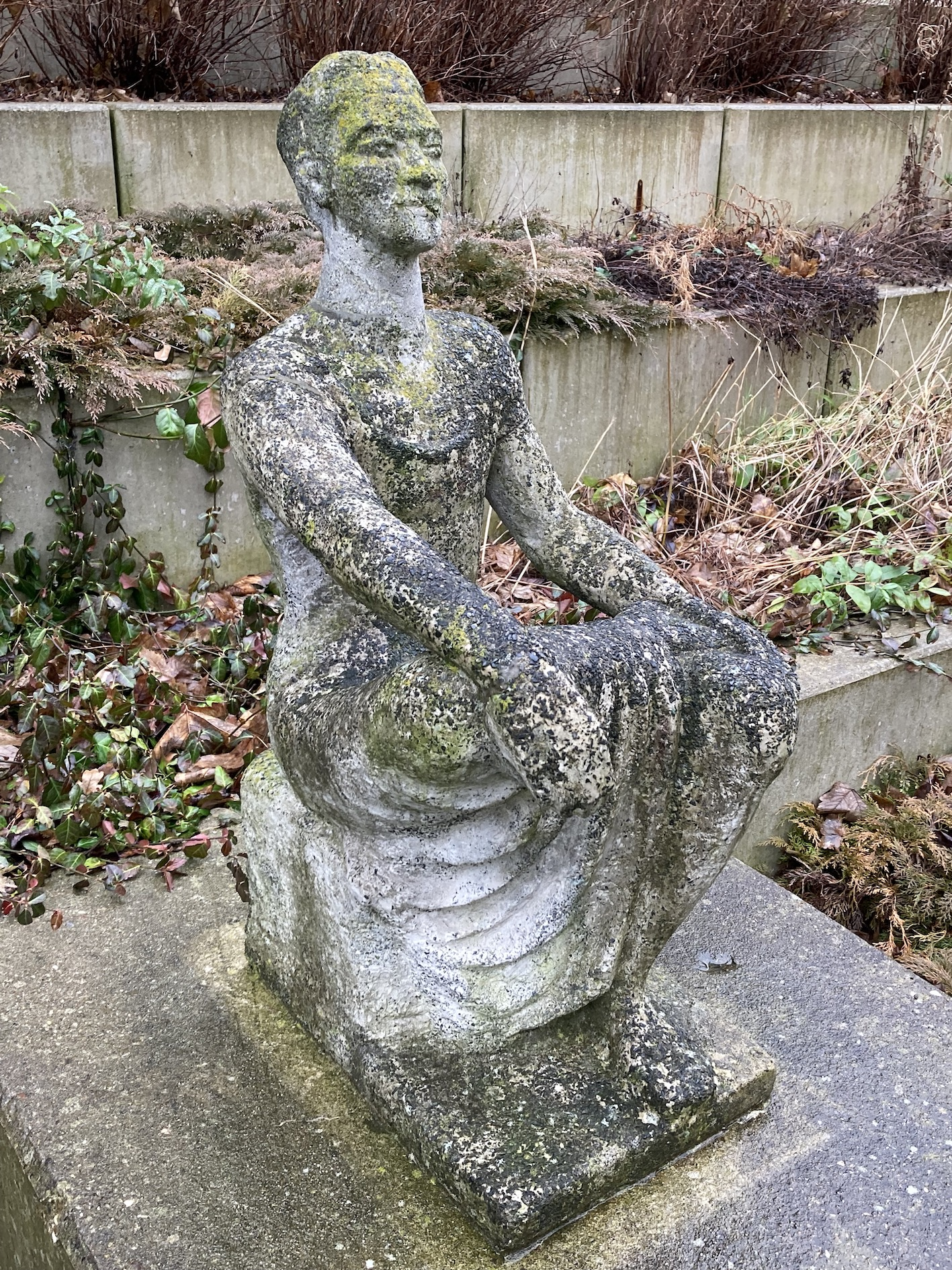
Die Sitzende in Halle (Saale)

Weitere Werke finden bzw. fanden sich in Halle (mindestens fünf weitere), Leuna (mindestens drei weitere), Merseburg, Leuna-Kröllwitz, Suderode (2), Oberhof, Dessau (2), Gernrode (2, darunter die Plastik Junge Familie), Nordhausen (2), Schwerin-Lankow, Bad Dürrenberg, Thale, Zeitz, Quedlinburg, Beesenstedt, Teutschenthal, Greifswald, Leipzig und Berlin (2).
Zudem zahlreiche Werke im nichtöffentlichen Bereich bzw. in Museen.